# Юй Ян
Юй Ян  (кит.: 于洋, 7 квітня 1986) — китайська бадмінтоністка, олімпійська чемпіонка.
Володар Кубка Судірмана (2011).

## Виступи на Олімпіадах
| Олімпіада  | Дисципліна    | Місце |
| ---------- | ------------- | ----- |
| Пекін 2008 | мікст         | 3     |
| Пекін 2008 | парний розряд | 1     |
| Ріо 2016   | парний розряд | 4     |